# 虎庄镇
虎庄镇，是中华人民共和国辽宁省营口市大石桥市下辖的一个乡镇级行政单位。

## 行政区划
虎庄镇下辖以下地区：
杨家村、韩家村、老林村、后坎子村、前坎子村、高台子村、土台子村、双井子村、高山台村、石桥子满族村、文甜村、镇兴村和虎庄村。